# Isla Modo (Ongjin)
Isla Modo (en coreano: 모도) es una pequeña isla en la bahía de Ganghwa, en la costa oeste del país asiático de Corea del Sur. Es parte de Bukdo myeon, en el condado de Ongjin, parte de la ciudad metropolitana de Incheon.